# Dolichoderus schulzi
Dolichoderus schulzi é uma espécie de formiga do gênero Dolichoderus. Descrita por Carlo Emery, entomologista italiano, em 1894, a espécie é endêmica da América do Sul.